# Nové Sady (Vysočina)
Nové Sady (in tedesco Nebstich) è un comune ceco situato nel distretto di Žďár nad Sázavou, nella regione di Vysočina.